# Bolbe pallida
Bolbe pallida – gatunek modliszki z rodziny Nanomantidae, endemiczny dla Australii. 